# Бик, Сэмюэл
Сэмюэл Джозеф Бик (англ. Samuel Joseph Byck, 30 января 1930, Филадельфия, Пенсильвания — 22 февраля 1974, Балтимор, Мэриленд) — американский захватчик самолёта, который 22 февраля 1974 года захватил и попытался угнать из аэропорта Балтимор-Вашингтон пассажирский самолёт DC-9 авиакомпании Delta Air Lines с целью врезаться в Белый дом, убив президента США Ричарда Никсона. В ходе попытки угона он убил охранника аэропорта и второго пилота, а также ранил командира самолёта. Не сумев добиться поднятия самолёта в воздух, Бик совершил самоубийство, когда его ранили пули снайпера.

## Ранняя жизнь
Сэмюэл Бик родился 30 января 1930 года в Южной Филадельфии в бедной еврейской семье и был старшим среди трёх братьев. Бик бросил школу в девятом классе, чтобы помочь родителям. После нескольких трудоустройств он поступил на службу в армию США, прослужив там два года.
Бик женился. У него было четыре ребёнка. Попытавшись начать несколько бизнесов, он потерпел неудачу. Начав работать продавцом, подал в правительственное Управление по делам малого бизнеса заявку на кредит для нового бизнеса, но получил отказ. Его жена развелась с ним и забрала детей. Бик впал в депрессию и начал питать убеждение, что правительство угнетает бедных.

## Попытка угона самолёта

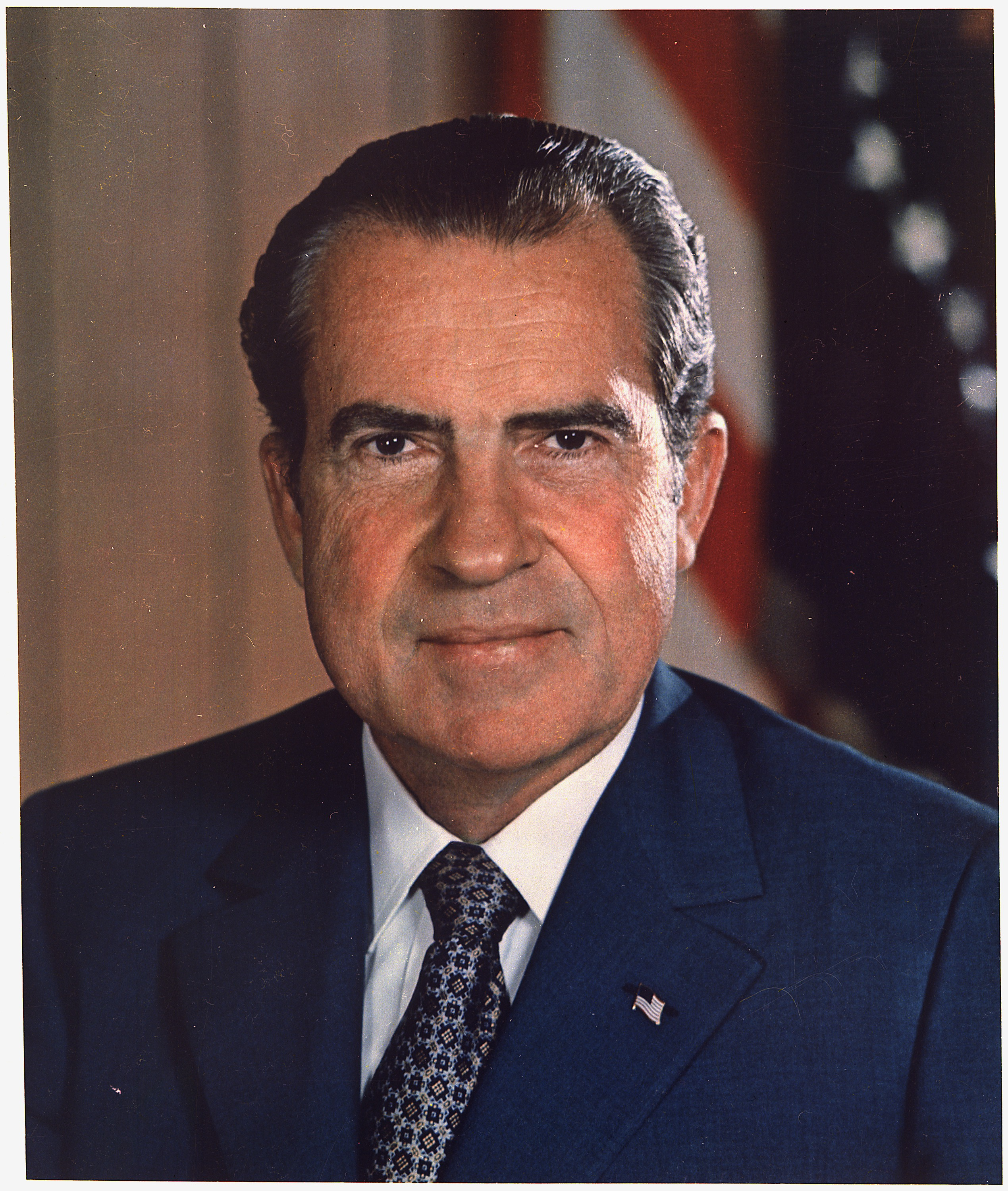
Ричард Никсон — 37-й президент США

В 1972 году Секретная служба США допросила Бика после его публичного заявления о том, что «кто-то должен убить президента Никсона», но сочла безвредным. Бик осенью 1973 дважды выходил протестовать возле Белого дома, в обоих случаях был арестован, и в обоих случаях обвинения с него были сняты. На Рождество Бик ещё раз вышел на протест возле Белого дома, одевшись в костюм Санта-Клауса.
К концу 1973 года Бик разработал план убийства Никсона и начал следить за ним через новостные сводки. На его решение угнать самолёт, возможно, повлияло событие 17 февраля 1974, когда рядовой первого класса Армии США угнал вертолёт Bell UH-1B Iroquois с военного аэродрома и совершил на нём посадку на территории Белого дома.
Бик уже был известен Секретной службе, и покупка им оружия могла бы вызвать подозрения, поэтому он украл 22-калиберный револьвер Smith & Wesson у своего друга. Бик также сделал бомбу из двух канистр с бензином и воспламенителя. Он записал на плёнку ряд аудиозаписей, в которых рассказывал о своих эмоциях, а также высказывал обвинения правительству в «коррупции» и «угнетении» и отправлял записи известным американским деятелям — Джеку Андерсону, Леонарду Бернстайну и Абрахаму Рибикоффу. Он назвал свой план «Операция „Ящик Пандоры“». Также пытался попасть в леворадикальную организацию Чёрные Пантеры. 20 февраля Бик написал завещание.

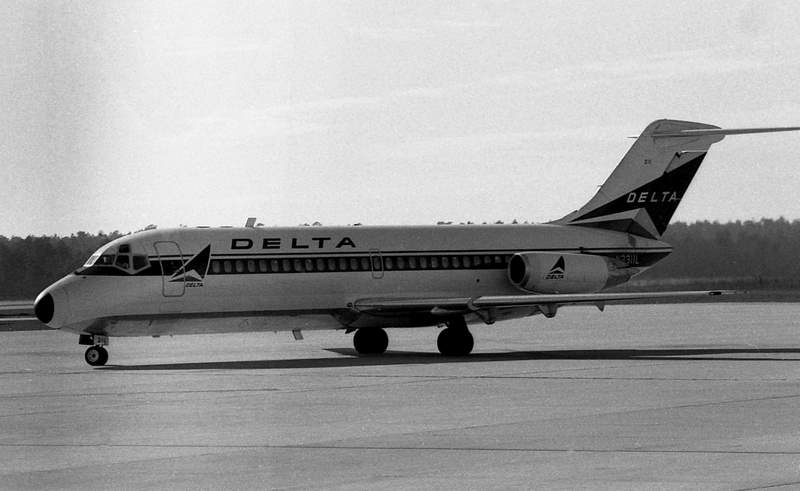
DC-9 авиакомпании Delta Air Lines, идентичный захваченному

Бик вооружился украденным револьвером и 40 патронами. Вскоре после 7:00 22 февраля Бик вошёл в аэропорт Балтимор-Вашингтон и направился к гейту C, возле которого стояла очередь из пассажиров, ожидающих посадку на рейс 523 авиакомпании Delta Air Lines в Атланту, штат Джорджия. Бик достал револьвер из-под плаща и дважды выстрелил в спину охранника Джорджа Рамсбурга, стоящего рядом, убив его. Люди бросились врассыпную, а Бик направился по телескопическому трапу в самолёт DC-9, который должен был выполнять рейс 523, и зашёл в кабину пилотов.
Пилоты (39-летний командир Риз Лофтин и 32-летний второй пилот Фред Джонс) спокойно попытались заверить Бика, что будут сотрудничать. Лофтин сказал Бику, что они не могут взлететь с открытыми дверями, и, когда Бик ушёл из закрыть, предупредили диспетчерскую вышку и вызвали на подмогу полицию.
Когда Бик вернулся в кабину, пилоты сказали ему, что не могут сдвинуть самолёт с места, пока наземная служба не уберёт с колёс блокираторы. Бик пришёл в ярость, и выстрелил второму пилоту в живот. Он предупредил, что в следующий раз выстрелит в голову. Бик привёл в кабину пилотов пассажирку, приказав ей помочь командиру в управлении. Снайпер выстрелил в лобовое стекло самолёта, и Бик вытолкнул пассажирку из кабины. Он ещё раз выстрелил во второго пилота, попав в глаз, а затем в командира, попав в плечо. Командир связался с вышкой, сказав, что на борт требуется ещё один пилот, и попросив наземные службы убрать блокираторы с колёс, после чего потерял сознание. Бик снова привёл пассажирку в кабину, приказав управлять самолётом.
Раздались ещё два выстрела снайпера. Бик дважды выстрелил в ответ. За этим последовало ещё два выстрела. Одна пуля ранила Бика в живот, а вторая — в грудь. Он упал на пол кабины, выронив пистолет. Подобрав пистолет, Бик сел и выстрелил себе в висок. Перед смертью он попросил полицейских о помощи. При нём нашли сделанную им бомбу, которую позже обезвредила полиция.

## Наследие
Бик похоронен на кладбище Маунт-Джейкоб в Гленолдене, Пенсильвания.
Случай 22 февраля 1974 года остался относительно малоизвестным для широкой общественности, но увековечился в сфере авиационной безопасности. В 1987 году Федеральное управление гражданской авиации США опубликовало документ, озаглавленный «Неспокойный период: Федеральное управление гражданской авиации во время правления Никсона—Форда 1973—1977», в котором упоминался неудавшийся угон самолёта Биком: «...хотя Бику не хватило способностей и самообладания, чтобы достичь своей цели, он стал пугающим напоминанием о возможности насилия в гражданской авиации. При более мягкой системе безопасности его самоубийственная ярость могла начаться, когда авиалайнер был в воздухе». Случай также упоминался в финальном отчёте о терактах 11 сентября 2001 года.

## В культуре
- В мюзикле «Убийцы[англ.]» Стивена Сондхайма и Джона Вайдмана[англ.] Бик выступает одним из героев[23]. Его роль в мюзикле строится в основном вокруг его кассет, отправленных Леонарду Бернстайну и другим известным деятелям, на которых он изображён записывающим во время двух монологов длиной в сцену, первый из которых адресован Бернстайну, а второй — самому Никсону. Бик также носит костюм Санта-Клауса на протяжении всей пьесы в связи с тем, что протестовал в нём против Никсона на Рождество 1973 года[27][28].
- В 2004 году на экраны вышел фильм «Убить президента. Покушение на Ричарда Никсона[англ.]», основанный на истории Бика. Его роль исполнил Шон Пенн[29].